# Lijst van voetbalinterlands Amerikaanse Maagdeneilanden - Dominicaanse Republiek (vrouwen)
Deze lijst van voetbalinterlands is een overzicht van alle officiële voetbalinterlands tussen de nationale vrouwenteams van de Amerikaanse Maagdeneilanden en de Dominicaanse Republiek. De landen hebben tot nu toe twee keer tegen elkaar gespeeld.

## Wedstrijden
| № | Plaats   | Datum          | Competitie                          | Wedstrijd                                            | Uitslag |
| - | -------- | -------------- | ----------------------------------- | ---------------------------------------------------- | ------- |
| 1 | onbekend | 4 mei 2006     | WK 2007 kwalificatie                | Dominicaanse Republiek − Amerikaanse Maagdeneilanden | 3 − 1   |
| 2 | onbekend | 3 oktober 2007 | Olympische Spelen 2008 kwalificatie | Dominicaanse Republiek − Amerikaanse Maagdeneilanden | 4 − 0   |

## Samenvatting
| Competitie                     | Totaal gespeeld | Winst Amerikaanse Maagdeneilanden | Gelijk | Winst Dominicaanse Republiek | Doelsaldo Amerikaanse Maagdeneilanden – Dominicaanse Republiek |
| ------------------------------ | --------------- | --------------------------------- | ------ | ---------------------------- | -------------------------------------------------------------- |
| WK kwalificatie                | 1               | 0                                 | 0      | 1                            | 1 − 3                                                          |
| Olympische Spelen kwalificatie | 1               | 0                                 | 0      | 1                            | 0 − 4                                                          |
| Totaal                         | 2               | 0                                 | 0      | 2                            | 1 − 7                                                          |